# DFB-Supercup 1987
DFB-Supercup 1987 byl první oficiální ročník jednozápasového utkání každoročně pořádané soutěže zvané DFL-Supercup. Účastníci soutěže byli dva - vítěz německé Bundesligy sezony 1986/87 Bayern Mnichov se utkal s vítězem německého poháru za sezonu 1986/87, kterým byl Hamburger SV.
Utkání se odehrálo 28. července 1987 na Waldstadion ve Frankfurtu. Vítězem tohoto ročníku DFB-Supercupu s díky výhře 2:1 stal Bayern Mnichov.

## Detaily zápasu
| 28. 7. 1987 20:15 SELČ |               |              |                                                              |
| Bayern Mnichov         | 2 : 1 (0 : 1) | Hamburger SV | Waldstadion, Frankfurt diváci: 22 000 rozhodčí: Dieter Pauly |
| Wegmann 60', 87'       | Report        | 39' Okoński  | Waldstadion, Frankfurt diváci: 22 000 rozhodčí: Dieter Pauly |